# Hrvatske crkvene pjesmarice
Hrvatske crkvene pjesmarice obuhvaćaju sve pjesmarice, pjevnike (kantuale) i priručnike za liturgijsku glazbu objavljene za potrebe Katolička Crkve u Hrvatskoj, Bosne i Hercegovine i prostora u kojima povijesno žive Hrvati (Vojvodina, Gradišće, Boka i dr.), kao i u hrvatskim katoličkim misijama u iseljeništvu. U njima je zapisan i očuvan velik dio hrvatske tradicijske baštine i sakralne glazbe hrvatskih skladatelja.

## Pariška pjesmarica (14. st.)
Najstarija očuvana hrvatska crkvena pjesmarica, dio Pariškog kodeksa.

## Picićeva pjesmarica (1471.)
Poznata i kao Prva rabska pjesmarica. Zapisao ju je Matija Picić 1471.

## Druga rabska pjesmarica (1563.)
Sadrži Gospin plač i nekoliko pjesama Marka Marulića.

## Pavlinska pjesmarica (1644.)
Dio kajkavskog Pavlinskog zbornika.

## Knjige Gospe Jelene Mikuličijke
Poznata i kao Treća rabska pjesmarica. Objavljena 1676. godine.

## Cithara octochorda (1701., 1723., 1757.)
Zbirka napjeva na kajkavskom narječju hrvatskog jezika i na latinskom jeziku, objavljena u tri izdanja (prva dva u Beču, treće u Zagrebu).

## Pjesmarica Đure Vejkovića (1807., 1816.)
Objavljena u dvama izdanjima.

## Crkvena lira (1860.)
Priredio ju je o. Fortunat Pintarić.

## Hrvatski crkveni kantual (1934.)
Izdali su ga 1934. godine Hrvatsko pjevačko društvo »Vijenac« iz Zagreba i Nadbiskupsko bogoslovsko sjemenište, na 602 stranice.

## Slavimo Boga (1982.)
Ima i dijelove molitvenika i obrednika. Objavio ju je 1982. godine Hrvatski naddušobrižnički ured u Njemačkoj.

## Pjevajte Gospodu pjesmu novu (1985.)
Liturgijska pjesmarica i orguljski pjevnik, doživjela više izdanja (1985., 2003., 2010.).

## Serafski zvuci: franjevačka pjesmarica (1995.)
Objavio ju je franjevački samostan u Zagrebu 1995. godine. Ima 228 stranica. Sadržaj je odabrao i preuredio Antun Jesenović.